# Ayvat (Tufanbeyli)
Ayvat ist ein Ortsteil (Mahalle) im Landkreis Tufanbeyli der türkischen Provinz Adana mit 186 Einwohnern (Stand: Ende 2024). Im Jahr 2011 hatte der Ort 208 Einwohner.